# Henry S. Foote

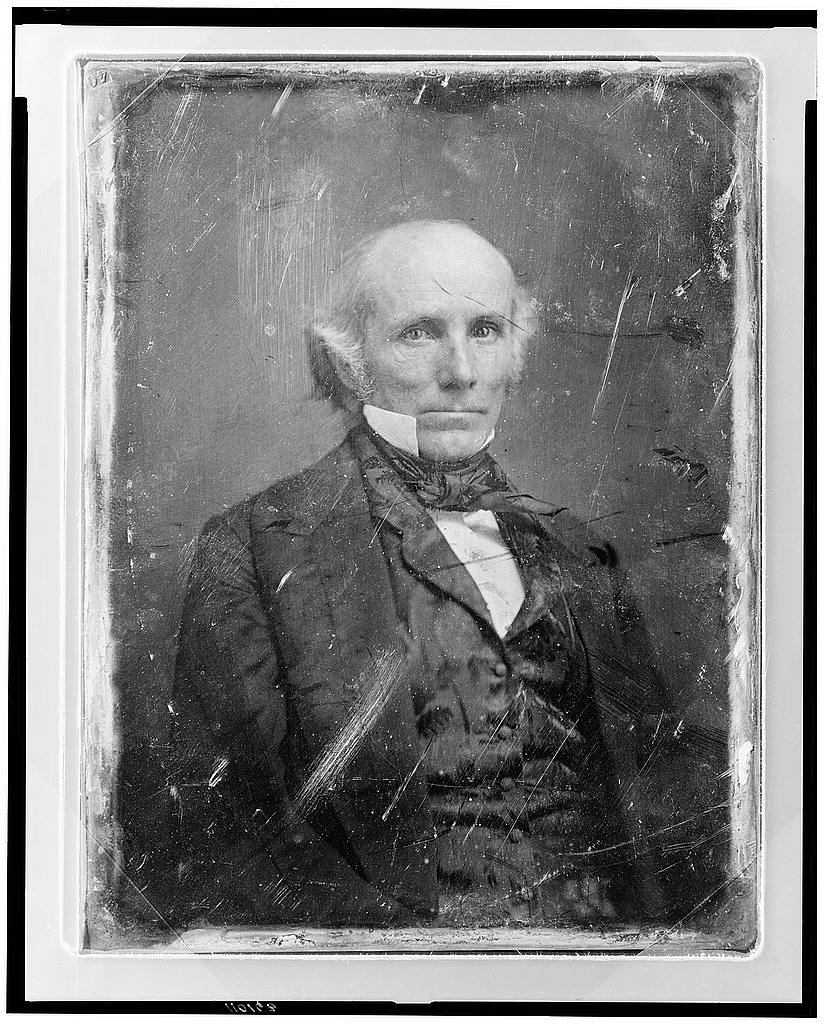
Daguerreotypie von Henry Stuart Foote aus dem Jahr 1844

Henry Stuart Foote (* 28. Februar 1804 im Fauquier County, Virginia; † 20. Mai 1880 in Nashville, Tennessee) war ein US-amerikanischer Politiker, Senator der Vereinigten Staaten und Gouverneur von Mississippi.

## Leben
Geboren und aufgewachsen in Virginia als Sohn von Richard Helm Foote und Jane Stuart, besuchte Henry Foote bis zum Alter von 15 Jahren das Washington College (heute: Washington and Lee University) in Lexington. Später studierte er Jura in Warrenton und erhielt 1823 seine Zulassung als Anwalt. Zwei Jahre später zog er nach Tuscumbia im Bundesstaat Alabama, wo er als Herausgeber einer demokratischen Zeitung arbeitete und seine erste Frau Elizabeth Winters heiratete. Obwohl er schon 1826 nach Jackson, Mississippi umgezogen war, gehörte er 1830 zu den Mitbegründern des LaGrange College, das heute als University of North Alabama bekannt ist. Neben seiner neuen Heimatstadt Jackson übte Foote auch in Natchez, Vicksburg sowie Raymond seinen Anwaltsberuf aus und spezialisierte sich auf Gewaltdelikte.

## Politische Karriere

### Die Anfänge
Henry Foote betrat das politische Parkett erstmals, als er sich 1832 um ein Mandat in der Verfassunggebenden Versammlung Mississippis bewarb. Obwohl er damit nicht erfolgreich war, verhalf der Versuch ihm jedoch zu einer größeren Bekanntheit innerhalb seines Staates. 1839 vertrat er das Hinds County im Repräsentantenhaus von Mississippi. Foote, zu dieser Zeit ein Demokrat und Unterstützer Andrew Jacksons, schrieb nach einem Aufenthalt in Texas sein erstes Buch Texas and the Texans (1841), das sich mit der Frage der Unabhängigkeit des Staates beschäftigte. Sechs Jahre später wurde er in den Senat der Vereinigten Staaten gewählt und hatte dort den Vorsitz im Ausschuss für Außenpolitik. Während seiner sechsjährigen Amtszeit (1847–1852) konnte er sich einerseits einen Ruf als gekonnter Redner verschaffen, der es verstand, seine Gegner zu überzeugen. Andererseits jedoch war Foote ein cholerischer Mensch, der schnell gewalttätig werden konnte. Bekannt ist er dafür, dass er sich vier offizielle Duelle geliefert hat, bei denen er Schusswunden in der Schulter und im rechten Bein erlitt. Zum Senator von New Hampshire, John P. Hale, sagte er, dass er diesen hänge, setzte er einen Fuß nach Mississippi.

### Im Spannungsverhältnis zwischen Nord- und Südstaaten
In der Sklavenfrage zog Foote den Unmut seiner Landsleute aus Mississippi auf sich, da er den Kompromiss von 1850 unterstützte, der den Sklavenhandel einschränkte. In einer von zahlreichen emotionalen Diskussionen bezüglich dieses Themas reizte ihn Thomas Hart Benton so lange, bis Foote im Senat eine Waffe zog. Dies und ein Faustkampf mit Jefferson Davis schienen die politische Karriere Footes schon vorzeitig zu beenden. Allerdings übte er sein Amt die komplette Legislaturperiode aus. 1852 kandidierte er als Unionist gegen Davis für das Amt des Gouverneurs und unterstützte somit die Nordstaaten. Nach der gewonnenen Wahl war er jedoch nur eine Amtsperiode (bis 1854) im Amt. Er zog nach Kalifornien in der Hoffnung, dort mehr Anhänger für seine politische Haltung mobilisieren zu können. Doch bei einer erneuten Wahl zum US-Senat von Kalifornien aus musste er sich knapp geschlagen geben. 1859 zog er nach Tennessee.
In der Folgezeit befand er sich in der widersprüchlichen Situation, als Unionist für zwei Legislaturperioden einen Sitz im Kongress der Konföderierten Staaten, der in Richmond, Virginia tagte, innezuhaben. Doch seine alte Feindschaft mit Jefferson Davis, der der Präsident dieses Kongresses war, und die Nichtanerkennung der Friedenspolitik Abraham Lincolns durch den Kongress veranlassten Henry Stuart Foote dazu, den Süden zu verlassen. Beim Versuch, die „feindlichen“ Nordstaaten zu durchqueren, um nach Washington zu gelangen, wurde er von konföderierten Truppen in der Nähe von Alexandria, Virginia festgenommen. Der Konföderiertenkongress wollte ihn daraufhin seines Amtes entheben, scheiterte aber an der dafür nötigen Zweidrittelmehrheit. Dennoch floh Foote erneut und setzte von Kanada aus schließlich nach England über. Hier begann er mit seinem zweiten Buch The War of the Rebellion, das nach seiner Rückkehr nach Washington fertiggestellt und im Jahr 1866 veröffentlicht wurde.

### Nach dem Sezessionskrieg
In der Nachkriegszeit nahm er seine Arbeit als Anwalt wieder auf. Schon kurz nach seiner Rückkehr 1865 wurde er von Bundesstaatsanwalt Daniel S. Dickinson als Kandidat für den Supreme Court vorgeschlagen, doch Foote, der schon bereitwillig auf die Verfassung geschworen hatte, verließ kurz vor dem zweiten Loyalitätsschwur den Gerichtssaal, da er sich außerstande sah, als ehemaliger „Konföderierter“ diesen Eid abzulegen. Obwohl er selbst kein politisches Amt mehr besetzte, wurde er in den folgenden Jahren überzeugter Republikaner und war Anhänger der US-Präsidenten Ulysses S. Grant und Rutherford B. Hayes, welcher ihn 1878 zum Leiter der nationalen Münzprägeanstalt United States Mint in New Orleans, Louisiana machte.

## Krankheit und Tod
Im Januar 1880 musste sich Henry S. Foote einer Krebsoperation am Kopf unterziehen. Am 15. Mai berichtete die New York Times, dass er sein Amt als Leiter der United States Mint niederlege; fünf Tage später, am 20. Mai 1880, verstarb Henry S. Foote in Nashville. Sein ehemaliges Wohnhaus ist heute Teil des Campus der Vanderbilt University. Als Staatsmann, der in seiner Karriere Demokrat, Unionist, Republikaner und Mitglied des Konföderiertenkongresses war und der als Anwalt für Gewaltdelikte selbst in ebensolche verwickelt war, zählt Henry Stuart Foote gepaart mit seiner Ablehnung des Bürgerkrieges zu den kontroversen und herausragenden Politikern der Vereinigten Staaten des 19. Jahrhunderts.

## Bibliografie
- 1841: Texas and the Texans: Or Advance of the Anglo-Americans to the South-west; Including a History of Leading Events in Mexico, from the Conquest by Fernando Cortes to the Termination of the Texan Revolution
- 1866: War of the Rebellion: Or Scylla and Charybdis, Consisting of Observations Upon the Causes, Course and Consequences of the U.S. Civil War
- 1874: Casket of Reminiscences
- 1876: The Bench and Bar of the South and Southwest